# Sint-Agathakerk (Epe)
De Sint-Agathakerk (Duits: St.-Agatha-Kirche) is samen met de Sint-Joriskerk een van de twee rooms-katholieke kerken in het Westfaalse dorp Epe. Het huidige godshuis betreft een neogotische hallenkerk van lichte zandsteen. De toren van de kerk heeft een hoge spits met op de hoeken vier kleine torentjes. De koorruimte, waarvan het dak dat van het kerkschip overtreft, werd in 1998 gerenoveerd.

## Geschiedenis
Op de plaats van de huidige kerk bevond zich een voor het eerst in 1188 gedocumenteerde parochiekerk, die in de 15e eeuw in gotische en in de jaren 1740 in barokke stijl verbouwd werd. Bij een grote dorpsbrand in Epe in oktober 1882 werd de oude kerk zodanig beschadigd, dat er tot nieuwbouw moest worden besloten. In het jaar 1884 werd begonnen met de nieuwbouw naar een plan van de architect Wilhelm Rincklake. De nieuwbouw was bijna voltooid, toen op 12 juli 1886 de kerktoren wegens ondeskundige uitvoering instortte. De bouw liep hierdoor grote vertraging op. Pas in 1892 kon de ruwbouw worden ingewijd.

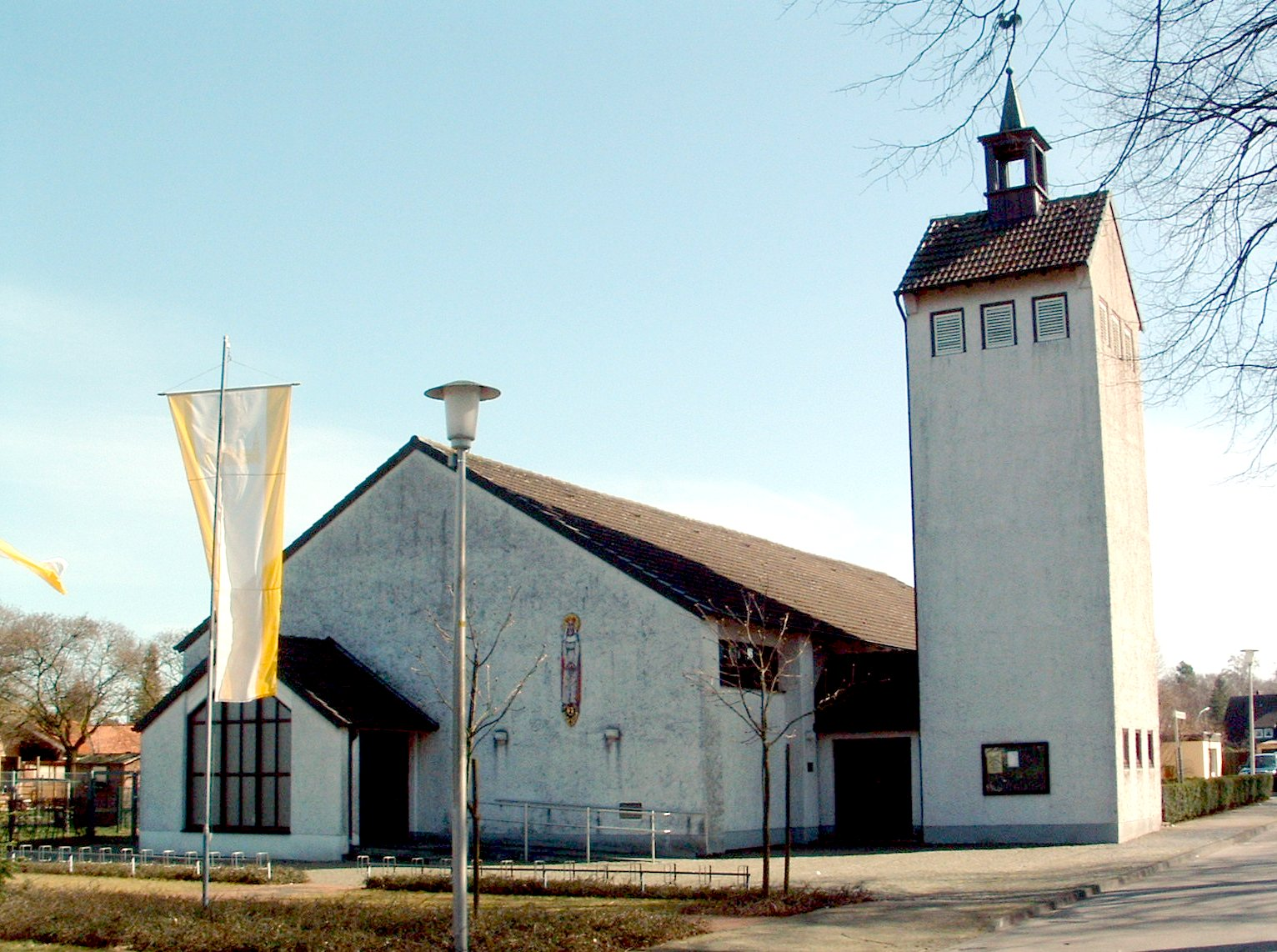
Epe, St. Joriskerk

Bij kerkrenovaties in de jaren 1934 en 1950 ging de oorspronkelijke beschildering verloren. In de jaren 1950 werd de tot de Agathakerk behorende filaalkerk Sint-Joris in de voor vluchtelingen uit Silezië aangelegde wijk Rübezahlsiedlung gebouwd.